# Dorf an der Pram
Dorf an der Pram är en ort och kommun i Österrike. Den ligger i distriktet Schärding i förbundslandet Oberösterreich, 200 kilometer väster om huvudstaden Wien.
Kommunen består av 23 orter (Ortschaften) (inom parentes invånarantal 1 januari 2024):

- Altmannsdorf (0)
- Augendobl (28)
- Außerjebing (37)
- Dorf (260)
- Großreiting (115)
- Habetswohl (41)
- Hinterndobl (54)
- Kleinreiting (30)
- Kumpfmühl (84)
- Lohndorf (7)
- Mitterjebing (20)
- Mundorfing (41)
- Natzing (11)
- Obernparz (8)
- Parting (27)
- Pimingsdorf (177)
- Roiding (6)
- Schacha (23)
- Schatzdorf (54)
- Stögen (21)
- Thalling (16)
- Vorderndobl (7)
- Weigljebing (28)